# سفالگری در گناباد
سفالگری در گناباد حداقل پیشینه‌ای پنج هزار ساله دارد که با مراکز تمدنی هم عصر خود از شیو ه‌ای یکسان پیروی می‌کرده اما «سفال مند» با مصالح و تزیینات متفاوت به عنوان پدیده‌ای نوظهور از اواخر قرن یازدهم هجری در «مند» رایج شده و با سفالهای میبد یزد، اصطبهان فارس و شهرضا ی اصفهان شباهت تام داشته و اگرچه در طول زمان تا حدودی از محیط نیز تأثیر پذیرفته و عواملی مانند ذائقه مصرف کننده و اعمال سلیقه سازنده به آن رنگ و بوی خاص داده‌است، با وجود این استفاده غالب از نقش مایه‌های سنتی و رنگهای گرم و شاد سفال «مند» را جذاب و قابل طرح در مجامع هنری نگاه داشته‌است. سفال مند از لحاظ نوع مواد تشکیل دهند به دو گروه جسمی و چینی تقسیم می‌شود. ماده اولیه سفال جسمی خاک رس است که از رسوبات سیلابهای وارد شده به بندهای اطراف گناباد برداشت می‌شود. این نوع خاک اندکی قرمز رنگ و نرم است که برای پیشگیری از ترک خوردگی باید کمی ماسه بادی به آن افزوده شود. گل رس به خوبی ورز داده می‌شود و پس از طی مراحلی برای ساخت و پرداخت انواع ظروف مورد استفاده قرار می‌گیرد.
سفال جسمی مند بدون لعاب قرمز اخرایی است و با پوشش لعابی به رنگهای مختلف عرضه می‌شود استحکام این نوع سفال زیاد است به همین جهت ظرفهای بزرگ و پر اصطکاک مثل قاب، قدح‌های بزرگ، خم و کشک ساب از سفال جسمی ساخته می‌شود.
مواد تشکیل دهنده سفال چینی ترکیبی از پودر سنگ سفید و گل سرشور است گل سفید رنگی که از این دو عنصر حاصل می‌شود در فرهنگ سفالگری مند به چینی شهرت دارد. جمع آوری، کوبیدن و به عمل آوردن گل چینی با تحمل زحمت و صرف وقت و هزینه نسبتاً زیاد توام است به همین دلیل سفالگر ترجیح می‌دهد ظرفهای کوچک و ظریف و تجملی را با آن گل بسازد. 
بدنه ظرفهای ساخته شده از گل چینی قبل از لعاب، سفید متمایل به کاهی است و جهت زمینه سازی برای تزیین بدنه پوشش سفید رنگی مرکب از کائولن و گل گیوه معروف به لایه بر روی ظرف کشیده می‌شود. 
سفال مند معمولاً لعابدار است. لعاب یک رنگ را برای تزیین و انسداد منافذ ریز بدنه مورد استفاده قرار می‌دهند که در این صورت ظروف به رنگ دلخواه و یکدست عرضه می‌شوند و لعاب شیشه‌ای یابی رنگ به عنوان حفظ نقشها و درخشندگی بدنه ظرف کاربرد دارد. 
مهم‌ترین مشخصه سفال مند عناصر تزیینی بر گرفته از طبیعت است. این عناصر که در چهار گروه انسانی، حیوانی، گیاهی و هندسی جای می‌گیرند، به ظاهر نقشها و خطوط ساده و آشنایی هستند اما وقتی آن نقشها و خطوط مورد مطالعه و ارزیابی دقیق قرار می‌گیرند بر حضور آیینها و باورهای کهن ایرانی در خاستگاه اولیه آن نگاره‌ها گواهی می‌دهند. از جمله نقش ماهی که بدنه اکثر ظرفهای مند از زینت داده و جایگاه والایی در روایات اسطوره‌ای دارد. ماهی در بیش از اعتقادی ایرانیان از سویی سرور آفریدگان آبی و از سوی دیگر بزرگ‌ترین آفریدگان اورمزد در مقابل وزغ بزرگ‌ترین آفریدگان اهریمنی است. به عبارت دیگر ماهی مظهر موجودات آبی. ژرف نگری و تیزبینی است. او نگهبان «هوم سپید» نماد گیاهان است.
بر اساس روایتی در بندهش: 
«اورمزد هوم سپید را در دریای فراخکرت رویاند و اهریمن در عمق آب وزغی آفرید که هوم را تباه کند. اورمزد برای دفع آن وزغ ده ماهی آفرید که همواره پیرامون آن هوم را بپاید و همیشه یکی از ماهیان سرش به پایین و در جستجوی وزغ است.»
جالب و قابل تأمل است که بر بدنه برخی ظرفهای استوانه‌ای مند گیاهی در میان دو ماهی نقش بسته که یکی از آنها وارونه و سر در خاک دارد و گویی در جوار گیاه چیزی را جستجو می‌کند.
نقوش دیگر زینت بخش سفال مند که هر یک به مقتضای حضور آن در قلمرو اسطوره و فرهنگ کهن ایران قابل تعبیر و تفسیر می‌باشند عبارت‌اند از : خورشید، پرنده، پروانه، بته جقه، گل و مرغ، گل و پروانه، گل و برگ، گل کدو، کتیبه، ابر و گل، گنجی، اسلیمی، گل گرد، خونه کشی و محرمات. این نقوش به ظور یکسان سفال جسمی و سفال چینی مند را زینت می‌دهند. تهیه، ساخت و پرداخت سفال مند از دیدگاه زمین‌شناسی در شناخت عناصر معدنی و کاربرد علم شیمی در ساخت رنگ و لعاب، کاربرد علم فیزیک در امر ایجاد کوره و حرارت و میتولوژی در شناخت باورها و اعتقادات کهن بسیار مهم و قابل مطالعه‌است.